# Bombayla Devi Laishram
Bombayla Devi Laishram (Distretto di Imphal Est, 22 febbraio 1985) è un'ex arciera indiana.
Ha rappresentato l'India ai giochi olimpici di Pechino 2008, Londra 2012 e Rio de Janeiro 2016, a tre campionati del mondo e a cinque edizioni dei campionati asiatici.

## Biografia

### Campionati asiatici
Ha partecipato a cinque edizioni dei campionati continentali (2007, 2011, 2013, 2015 e 2019).
Nell'individuale il miglior risultato fu la medaglia di bronzo vinta nel 2013: grazie all'ottava nelle qualificazioni ebbe accesso diretto al secondo turno. Sconfisse Miroslava Danzandorj, Kato Ajano e Choi Misun, prima di essere sconfitta in semifinale da Jung Dasomi. Nella finale per il bronzo sconfisse Joo Hyun-jung.
Anche nella gara a squadre femminile (disputata in tutte e cinque le edizioni) può vantare medaglie: tre di bronzo (2007, 2011 e 2019) e una d'argento (2015).

### Giochi del Commonwealth

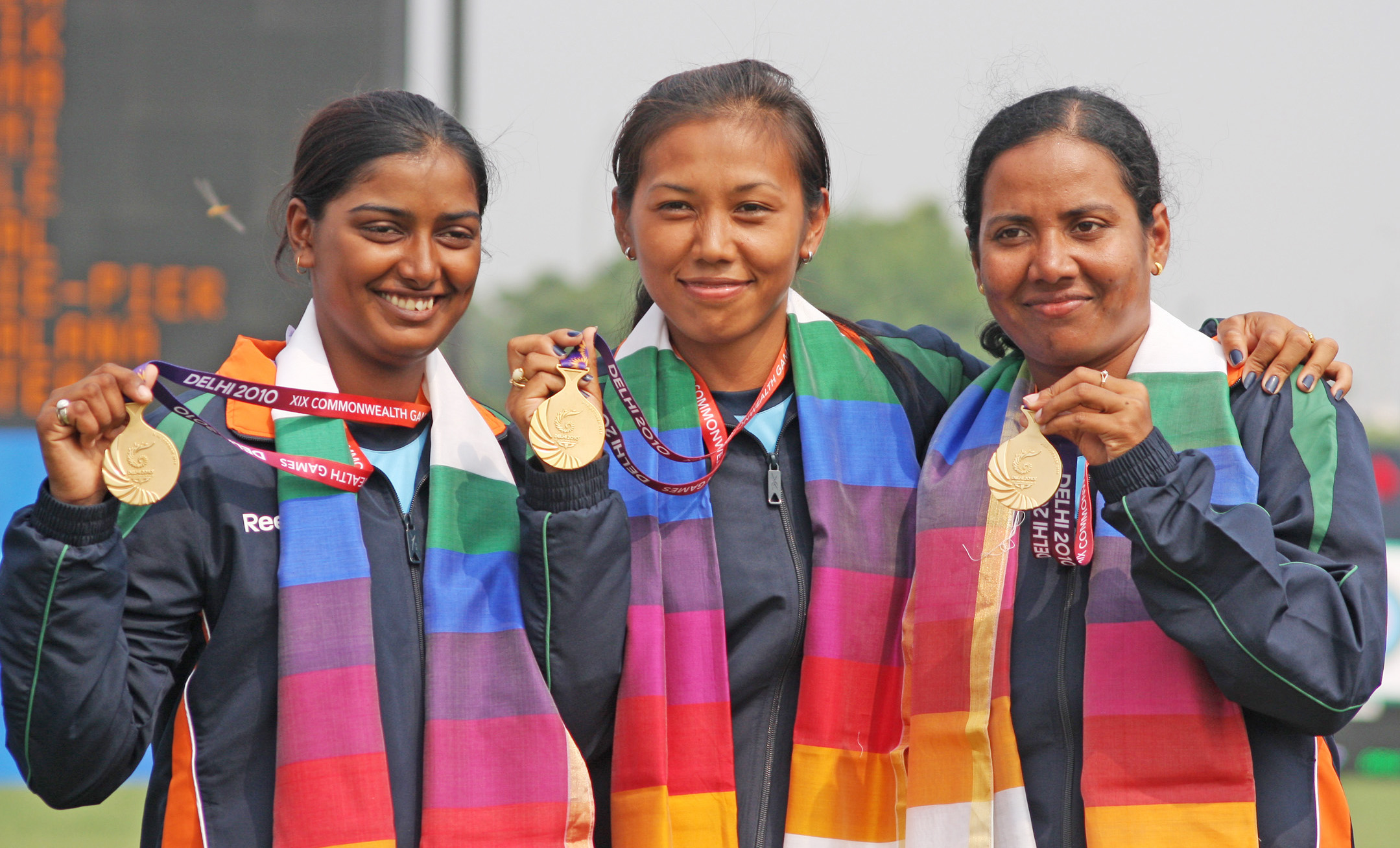
La squadra indiana vincitrice della medaglia d'oro ai XIX Giochi del Commonwealth

La squadra femminile indiana, composta da Dola Banerjee, Deepika Kumari e Bombayala Devi Laishram, vinse la medaglia d'oro ai XIX Giochi del Commonwealth disputati in casa, a Nuova Delhi, nel 2010.
Aveva preso parte anche alla gara individuale: giunta nona nel turno di qualificazione, ottenne l'accesso diretto al secondo turno, dove fu sconfitta dalla australiana Alexandra Feeney.

### Campionati mondiali
Ha preso parte a tre edizioni dei campionati mondiali di tiro con l'arco, nel 2007 in Germania, nel 2011 in Italia e nel 2019  nei Pesi Bassi.
Ad Lipsia 2007, nella gara individuale fu 32ª nel turno di qualificazione. Nella fase a eliminazione sconfisse al primo turno Magali Foulon e al secondo Karen Scavotto prima di essere eliminata ai sedicesimi dalla sudcoreana Park Sung-hyun.
Nella gara a squadre, le arciere indiane nel turno di qualificazione furono dodicesime, e sconfissero la Russia, capitolando poi ai quarti contro la Gran Bretagna.
A Torino 2011, nel concorso individuale fu 15ª nel turno di qualificazione, giungendo fino ai sedicesimi di finale della fase ad eliminazione diretta, dove venne sconfitta dalla statunitense Miranda Leek Fu inoltre una delle tre arciere, assieme a Deepika Kumari e Chekrovolu Swuro, che componeva la squadra femminile che vinse l'argento: nelle qualificazioni le atlete indiane furono quarte, e nella fase ad eliminazione diretta ebbero la meglio su Francia, Danimarca e Corea del Sud, perdendo solo la finale contro le padrone di casa italiane (Guendalina Sartori, Jessica Tomasi e Natalia Valeeva).
Otto anni dopo, ha gareggiato ai mondiali 2019, disputati nei Paesi Bassi a 's-Hertogenbosch, sia nella gara individuale che in quelle a squadre (sia femminile che mista).
Nell'individuale, dopo aver ottenuto il 15º posto nelle qualificazioni, e dopo aver sconfitto al primo turno Zahra Nemati, è stata eliminata al secondo turno dalla francese Audrey Adiceom col punteggio di 2-6.
Nella gara a squadre femminile, le arciere indiane hanno chiuso le qualificazioni con il sesto posto, e sono state eliminate al secondo turno dalla Bielorussia.
In coppia con Tarundeep Rai fu infine sesta nel round di qualificazione della gara a squadre miste; la coppia indiana fu tuttavia sconfitta al primo turno della fase ad eliminazione diretta dalla Polonia.

### Giochi asiatici
La Laishram ha preso parte ai XVI Giochi asiatici disputati nel 2010 a Canton, dove nelle qualificazioni fu 28ª, ma solo terza fra le atlete indiane: il regolamento dei Giochi asiatici prevede che solo le prime due atlete di ogni nazione possano avere accesso alla fase ad eliminazione diretta. Non fu poi selezionata neppure per la gara a squadre, con le compagne che andranno poi ad aggiudicarsi il bronzo.
Prese parte anche al torneo di tiro con l'arco dei XVII Giochi asiatici disputati ad Incheon nel 2014. Nell'individuale femminile, il 20º posto nel turno di qualificazione non le garantì l'accesso alla fase ad eliminazione diretta, poiché terza tra le atlete indiane (il regolamento dei giochi asiatici prevede che non più di due atlete per paese possano passare il turno).
Fu tuttavia scelta tra le tre arciere che parteciparono alla gara a squadre femminile e che sfiorarono il podio. Furono quinte nel round di qualificazione, e nella fase a eliminazione diretta superarono Uzbekistan e Taipei Cinese, prima di essere sconfitte dalla Corea del Sud in semifinale e il Giappone nella finalina per il bronzo.

### Giochi olimpici

#### Pechino 2008
La prima esperienza olimpica la ebbe in occasione dei giochi di Pechino 2008. Nel round di qualificazione fu 22ª con 637 punti. Al primo turno venne sconfitta dalla polacca Iwona Marcinkiewicz per 103 a 101.
Nella gara a squadre le tre atlete indiane (la Laishram, Dola Banerjee e Pranitha Vardhineni) ottennero, in virtù del sesto posto nel turno di qualificazione, l'accesso diretto al secondo turno, dove furono sconfitte dalla Cina.

#### Londra 2012

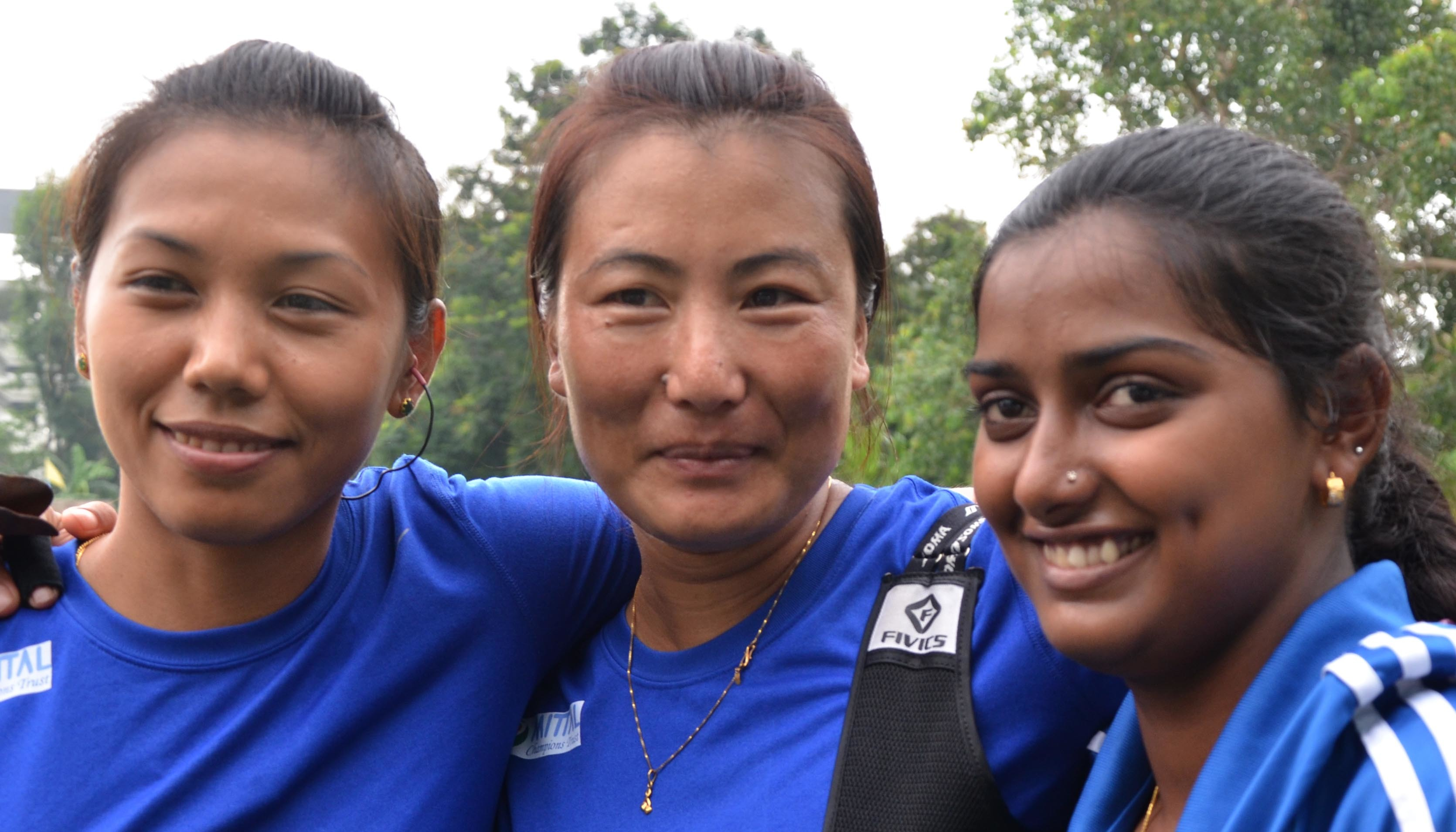
La squadra femminile indiana a : da sinistra Bombayla Devi Laishram, Chekrovolü Swüro e Deepika Kumari

La Laishram ha fatto parte della delegazione indiana ai giochi di Londra 2012.
Nel turno di qualificazione ottenne la 22ª posizione, con 651 punti. Ai trentaduesimi sconfisse la greca Evangelia Psarra ma ai sedicesimi  fu sconfitta dalla messicana Aída Román.
Nella gara a squadre femminile, l'India venne sconfitta al primo turno della fase ad eliminazione diretta da parte della Danimarca.

#### Rio de Janeiro 2016
Nel round di qualificazione a Rio de Janeiro 2016 è giunta al 24º posto, con 638 punti. Al primo turno ha sconfitto Laurence Baldauff e al secondo Lin Shih-chia per essere poi battuta agli ottavi da Alejandra Valencia.
Nella gara a squadre le arciere indiane (la Laishram, Laxmirani Majhi e Deepika Kumari) giunsero fino ai quarti di finale: furono sconfitte dalla Russia al tie break.

## Onorificenze
Nel 2012 è stata insignita della seconda onorificenza sportiva indiana, il premio Arjuna.
Nel 2019 è stata la volta di un'onorificenza civile, il Padma Shri.